# Tiếng Nạp Tây
Tiếng Nạp Tây hay tiếng Naxi (tên tự gọi /nɑ˩ɕi˧/), cũng gọi là Nakhi, Nasi, Lomi, Moso, Mo-su, Ma Thoa, là một ngôn ngữ Hán-Tạng được nói bởi hơn 310.000 người sinh sống tại hoặc quanh thành phố Lệ Giang và Huyện tự trị dân tộc Nạp Tây Ngọc Long (Yùlóng Nàxīzú Zìzhìxiàn 玉龍納西族自治縣) của tỉnh Vân Nam, Trung Quốc. Người Nạp Tây là dân tộc nói ngôn ngữ này, trên thực tế, số liệu thống kê số người nói tiếng Nạp Tây và số người Nạp Tây không khớp nhau: có những người nói tiếng Nạp Tây nhưng không khai nhận là "người Nạp Tây", và những người thuộc dân tộc "Nạp Tây" trên giấy tờ nhưng không hề biết ngôn ngữ này.

## Phương ngữ
Tiếng Nạp Tây theo nghĩa rộng (bao gồm cả Nạp/Ma Thoa) ban đầu được các nhà ngôn ngữ học Hòa Tức Nhân (和即仁, He Jiren) và Khương Trúc Nghi (姜竹仪, Jiang Zhuyi) chia thành 2 cụm chính là Tiếng Nạp Tây miền Tây và Tiếng Nạp Tây miền Đông.
Tiếng Nạp Tây miền Tây (纳西语西部方言, Nạp Tây ngữ Tây bộ phương ngôn) là tương đối đồng nhất. Nó được nói chủ yếu tại huyện cũ Lệ Giang (hiện nay là quận Cổ Thành và huyện Ngọc Long), các huyện Trung Điện (Shangri-La), Duy Tây và Vĩnh Thắng. Các cụm dân cư nhỏ hơn nói tiếng Nạp Tây miền Tây được tìm thấy tại Hạc Khánh, Kiếm Xuyên, Lan Bình, Đức Khâm, Cống Sơn, Ninh Lạng (tại thôn Bá Bì Tượng 坝皮匠村, hương Vĩnh Ninh 永宁乡) Mộc Lý (ở Nga Á 俄亚), Diêm Biên (Đạo Tứ 道咀), và Tây Tạng (ở Mang Khang 芒康). Tổng cộng có trên 240.000 người nói. Tiếng Nạp Tây miền Tây bao gồm các phương ngữ Đại Nghiên, Lệ Giang Bá và Bảo Sơn Châu (He & Jiang 1985: 752).
- Đại Nghiên 大研: Trong huyện cũ Lệ Giang, phương ngữ này được khoảng trên 50.000 người nói tại Đại Nghiên Trấn 大研镇, cũng như tại Bạch Sa Nhai 白沙街, Thúc Hà Nhai 束河街, A Hỉ 阿喜, Đạo Tân 道新, Đạo Cổ Trạch 道古宅, và Quang Trạch 光宅.
- Lệ Giang Bá 丽江坝: Được khoảng 180.000 người nói, chủ yếu trong phạm vi huyện cũ Lệ Giang, và trong các huyện Trung Điện, Duy Tây, Vĩnh Thắng, Đức Khâm, Cống Sơn v.v..
- Bảo Sơn Châu 宝山州: Được khoảng trên 10.000 người nói tại Bảo Sơn 宝山 và Quả Lạc 果洛 trong huyện cũ Lệ Giang.

Tiếng Nạp Tây miền Đông (纳西语东部方言, Nạp Tây ngữ Đông bộ phương ngôn) bao gồm vài loại phương ngôn không thể hiểu được lẫn nhau. Nó được nói chủ yếu tại các huyện Diêm Nguyên, Mộc Lý và Diêm Biên. Tiếng Nạp Tây miền Đông cũng được các cụm dân cư nhỏ tại các huyện Vĩnh Thắng (ở Chương Tử Đán 獐子旦), Duy Tây (ở Kì Tông 其宗), và Lệ Giang (ở Hải Long 海龙 và Phụng Khoa 奉科). Tổng cộng có trên 40.000 người nói (He & Jiang 1985: 754).
- Vĩnh Ninh Bá 永宁坝 (tự gọi: nɑ˩˧ 纳/Nạp): Được nói tại Ninh Lạng (ở Vĩnh Ninh Bá 永宁坝) và Diêm Nguyên. Có một nhóm khoảng 100 hộ gia đình Nạp Tây tại huyện Duy Tây với tên tự gọi mɑ˧li˥ mɑ˧sɑ˧ Ma Sa). Ngôn ngữ này được các tài liệu tiếng Anh gọi là Mosuo, Na hay Narua (Ma Thoa, Nạp).
- Bắc Cừ Bá 北渠坝 (tự gọi: nɑ˧ heng˧ 纳恒/Nạp Hằng): Được nói tại Ninh Lạng (ở Bắc Cừ Bá 北渠坝) và Vĩnh Thắng (ở Tiêu Bình 哨平 và Chương Tử Đán 獐子旦).
- Qua Biệt 瓜别 (tự gọi: nɑ˧ zɯ˧ 纳汝/Nạp Nhữ): Được nói tại Diêm Biên (ở Qua Biệt 瓜别) và Mộc Lý (ở Bác Ao 博凹 và Liệt Ao 列凹).

## Ngữ âm
Bảng chữ cái ở đây là bính âm 1957.

### Phụ âm
|          |               | Môi           | Răng/ chân răng | Quặt lưỡi | Vòm      | Ngạc mềm | Thanh hầu |
| -------- | ------------- | ------------- | --------------- | --------- | -------- | -------- | --------- |
| Tắc      | vô thanh      | /p/ b         | /t/ d           |           | /c/ ?    | /k/ g    | /ʔ/       |
| Tắc      | bật hơi       | /pʰ/ p        | /tʰ/ t          |           | /cʰ/ ?   | /kʰ/ k   |           |
| Tắc      | hữu thanh     | /b/ bb        | /d/ dd          |           | /ɟ/ ?    | /ɡ/ gg   |           |
| Tắc      | mũi hóa trước | /ᵐb/ nb       | /ⁿd/ nd         |           | /ᶮɟ/ ?   | /ᵑɡ/ mg  |           |
| Tắc xát  | vô thanh      |               | /ts/ z          | /tʂ/ zh   | /tɕ/ j   |          |           |
| Tắc xát  | bật hơi       |               | /tsʰ/ c         | /tʂʰ/ ch  | /tɕʰ/ q  |          |           |
| Tắc xát  | hữu thanh     |               | /dz/ zz         | /dʐ/ rh   | /dʑ/ jj  |          |           |
| Tắc xát  | mũi hóa trước |               | /ⁿdz/ nz        | /ⁿdʐ/ nr  | /ⁿdʑ/ nj |          |           |
| Xát      | vô thanh      | /f/ f         | /s/ s           | /ʂ/ sh    | /ɕ/ x    | /x/ h    |           |
| Xát      | hữu thanh     | /v/ v         | /z/ ss          | /ʐ/ r     | /ʑ/ y    | /ɣ/ w    |           |
| Mũi      | Mũi           | /m/ m         | /n/ n           |           | /ɲ/ ni   | /ŋ/ ng   |           |
| Rung     | Rung          |               | /r/ ?           |           |          |          |           |
| Tiếp cận | Tiếp cận      | /w/ u, /ɥ/ iu | /l/ l           |           | /j/ i    |          |           |

### Nguyên âm
Trong phương ngữ Lệ Giang, có 9 nguyên âm cũng như một phụ âm âm tiết hóa là /v̩/): /i, e, æ, ɑ, y, ɨ, ə, o, u/, viết là i, ei, ai, a, iu, ee, e, o, u. Còn một âm /əɹ/, viết là er.